# Ginástica nos Jogos Olímpicos de Verão de 1896 - Barra fixa
A prova da Barra fixa foi o sexto evento da ginástica nos Jogos Olímpicos de Verão de 1896 a se realizar no dia 9 de abril. 16 atletas de quatro países disputaram a prova.

## Medalhistas
| Ouro   | GER Hermann Weingärtner |
| Prata  | GER Alfred Flatow       |
| Bronze | Nenhuma                 |

## Resultados

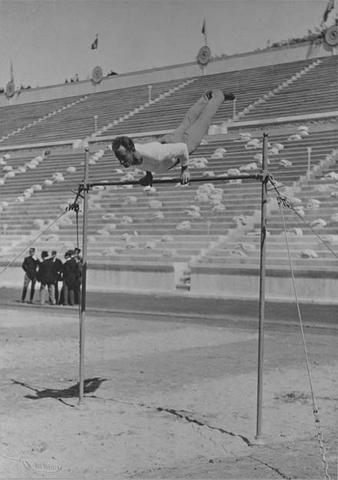
Hermann Weingärtner na competição da Barra fixa

| Pos. | Atleta                   |
| ---- | ------------------------ |
|      | GER Hermann Weingärtner  |
|      | GER Alfred Flatow        |
| -    | GER Konrad Böcker        |
| -    | GER Gustav Flatow        |
| -    | GER Georg Hillmar        |
| -    | HUN Gyula Kakas          |
| -    | GER Fritz Manteuffel     |
| -    | GER Karl Neukirch        |
| -    | GRE Antonios Papaigannou |
| -    | GER Richard Röstel       |
| -    | GER Gustav Schuft        |
| -    | GER Carl Schuhmann       |
| -    | GRE Leonidas Tsiklitiras |
| -    | HUN Desiderius Wein      |
| -    | SUI Louis Zutter         |